# 経営科学科
経営科学科（けいえいかがくか）とは大学、高等学校に置かれる学科の一つであり、経営科学を教育研究することを目的としている。

## 設置校

### 大学
- 大阪学院大学経営学部

### 高等学校
- 和歌山県立神島高等学校[1]
- 宮崎県立宮崎商業高等学校[2]